# Constante de Bernstein
La constante de Bernstein, generalmente denotada con la letra griega β (beta), es una constante matemática que lleva el nombre de Sergei Natanovich Bernstein y es igual a 0,2801694990....

## Definición
Sea {\displaystyle E_{n}{\bigl (}f{\bigr )}}el error de la mejor aproximación uniforme a una función real {\displaystyle f{\bigl (}x{\bigr )}}en el intervalo {\displaystyle [-1,1]} por polinomios reales de no más de grado {\displaystyle n}. En el caso de {\displaystyle f{\bigl (}x{\bigr )}=\left\vert x\right\vert }, Bernstein demostró que el límite
{\displaystyle \beta =\lim _{n\to \infty }2nE_{2n}(f),\,}
llamada constante de Bernstein, existe y entre 0,278 y 0,286. Su conjetura de que el límite es:
{\displaystyle {\frac {1}{2{\sqrt {\pi }}}}=0.28209\dots \,.}
fue refutado por Varga y Carpenter, quienes calcularon
{\displaystyle \beta =0.280169499023\dots \,.}

## Otras lecturas
- Weisstein, Eric W. «Bernstein's Constant».  En Weisstein, Eric W, ed. MathWorld (en inglés). Wolfram Research.

- Datos: Q2782386